# Stanuloviće
Stanuloviće (cyr. Стануловиће) – wieś w Serbii, w okręgu rasińskim, w gminie Brus. W 2011 roku liczyła 26 mieszkańców.